# K Bye for Now (SWT Live)
Albums de Ariana Grande
Thank U, Next
(8 février 2019) Positions
(30 octobre 2020)
K Bye for Now (SWT Live) (stylisé en minuscules) est le premier album live de la chanteuse américaine Ariana Grande,,. L'album live reprend la setlist d'Ariana Grande de son Sweetener World Tour en 2019. L'album live est sorti le 23 décembre 2019 et certaines de ses chansons présentent des invitées comme Nicki Minaj, Big Sean et Childish Gambino,. 

## Contexte
Ariana Grande s'est lancée dans le Sweetener World Tour à partir de mars 2019 pour faire la promotion de ses albums Sweetener, sorti en 2018 et Thank U, Next, sorti en 2019. Le 17 octobre 2019, Ariana Grande a tweeté une photo d'édition de ses fichiers vocaux sur son ordinateur portable et a écrit « About to start coming thru and picking my favorite adlibs / performance moments on this flight... Just in case u want a live album one day. » (« Sur le point de commencer et de choisir mes improvisations/moments préférés de performance, dans ce vol... Juste au cas où vous voudriez un album live un jour. »). En novembre, Ariana Grande a continué à présenter l'album live en partageant plus de photos sur Instagram de ses fichiers audio nommés avec les différentes villes dans lesquelles elle a joué. Le 1er décembre, Ariana Grande a partagé une mise à jour sur la production de l'album live,,. 
Le 10 décembre, Ariana Grande a répondu affirmatif à un fan qui a demandé si l'album live arriverait avant la fin de l'année. Le 11 décembre, l'album live a été mis en pré-sauvegarde sur Spotify sous le titre provisoire de SWT Live et Ariana Grande a partagé la liste des pistes sur son Instagram,,,,. Le 22 décembre, Ariana Grande a révélé sur Twitter que l'album live serait intitulé K Bye for Now et serait publié plus tard dans la soirée après son dernier concert du Sweetener World Tour à Inglewood, en Californie. 

## Performance commerciale
K Bye for Now (SWT Live) a fait ses débuts et a culminé à la quatre-vingt-dix-septième place sur le Billboard 200 américain. En juin 2020, l'album live s'est vendu à 4 000 exemplaires aux États-Unis.

## Liste des pistes
Liste des pistes adaptée de Tidal. Tous les morceaux sont notés comme Live et sont produits par Ariana Grande et Natural. 
| K Bye for Now (SWT Live) | K Bye for Now (SWT Live)                            | K Bye for Now (SWT Live) | K Bye for Now (SWT Live) | K Bye for Now (SWT Live) | K Bye for Now (SWT Live) | K Bye for Now (SWT Live) | K Bye for Now (SWT Live) | K Bye for Now (SWT Live) | K Bye for Now (SWT Live) |
| No                       | Titre                                               | Auteur | Durée                    |                          |                          |                          |                          |                          |                          |
| ------------------------ | --------------------------------------------------- | --- | ------------------------ | ------------------------ | ------------------------ | ------------------------ | ------------------------ | ------------------------ | ------------------------ |
| 1.                       | Raindrops (An Angel Cried)                          | - Bob Gaudio | 0:43                     |                          |                          |                          |                          |                          |                          |
| 2.                       | God Is a Woman                                      | - Ariana Grande - Ilya Salmanzadeh - Max Martin - Savan Kotecha - Rickard Göransson                                                                                           | 3:33                     |                          |                          |                          |                          |                          |                          |
| 3.                       | Bad Idea                                            | - Ariana Grande - Ilya Salmanzadeh - Max Martin - Savan Kotecha - Peter Svensson                                                                                              | 3:32                     |                          |                          |                          |                          |                          |                          |
| 4.                       | Break Up with Your Girlfriend, I'm Bored            | - Ariana Grande - Ilya Salmanzadeh - Max Martin - Savan Kotecha - Kandi Burruss - Kevin Briggs                                                                                | 3:43                     |                          |                          |                          |                          |                          |                          |
| 5.                       | R.E.M                                               | - Ariana Grande - Pharrell Williams | 2:57                     |                          |                          |                          |                          |                          |                          |
| 6.                       | Be Alright                                          | - Ariana Grande - Thomas Brown - Victoria McCants - Khaled Rohaim - Lewis Hughes - Nicholas Audino - Willie Tafa                                                              | 2:54                     |                          |                          |                          |                          |                          |                          |
| 7.                       | Sweetener                                           | - Ariana Grande - Pharrell Williams | 2:54                     |                          |                          |                          |                          |                          |                          |
| 8.                       | Successful                                          | - Ariana Grande - Pharrell Williams | 2:05                     |                          |                          |                          |                          |                          |                          |
| 9.                       | Side to Side (avec Nicki Minaj)                     | - Ariana Grande - Ilya Salmanzadeh - Max Martin - Savan Kotecha - Onika Maraj - Alexander Kronlund - Ophlin Russell - Thom Bell - William Hart - Winston Riley                | 4:20                     |                          |                          |                          |                          |                          |                          |
| 10.                      | 7 Rings                                             | - Ariana Grande - Thomas Brown - Victoria McCants - Tayla Parx - Charles Anderson - Michael Foster - Kimberly Krysiuk - Njomza Vitia - Oscar Hammerstein II - Richard Rodgers | 3:46                     |                          |                          |                          |                          |                          |                          |
| 11.                      | Love Me Harder                                      | - Max Martin - Savan Kotecha - Peter Svensson - Abel Tesfaye - Ahmad Balshe - Ali Payami                                                                                      | 1:23                     |                          |                          |                          |                          |                          |                          |
| 12.                      | Breathin                                            | - Ariana Grande - Savan Kotecha - Peter Svensson - Ilya Salmanzadeh | 3:28                     |                          |                          |                          |                          |                          |                          |
| 13.                      | Needy                                               | - Ariana Grande - Thomas Brown - Victoria McCants - Tayla Parx | 2:54                     |                          |                          |                          |                          |                          |                          |
| 14.                      | Fake Smile                                          | - Ariana Grande - Andrew Wansel - Joseph Frierson - Justin Tranter - Kennedi Lykken - Mary Lou Frierson - Nathan Perez - Priscilla Renea                                      | 3:25                     |                          |                          |                          |                          |                          |                          |
| 15.                      | Make Up                                             | - Ariana Grande - Thomas Brown - Victoria McCants - Tayla Parx - Brian Baptiste                                                                                               | 2:18                     |                          |                          |                          |                          |                          |                          |
| 16.                      | Right There (avec Big Sean)                         | - Ariana Grande - Al Sherrod Lambert - Carmen Reece - Harmony Samuels - Joseph Bereal - James "J-Doe" Smith - Jeff Lorber - Sean Anderson                                     | 1:39                     |                          |                          |                          |                          |                          |                          |
| 17.                      | You'll Never Know                                   | - Antonio Dixon - Kenneth Edmonds - Khristopher Riddick-Tynes - Leon Thomas III                                                                                               | 1:21                     |                          |                          |                          |                          |                          |                          |
| 18.                      | Break Your Heart Right Back (avec Childish Gambino) | - Andrew Wansel - Bernard Edwards - Christopher Wallace - Donald Glover - Kirby Dockery - Mason Betha - Nile Rodgers - Sean Combs - Steven Jordan - Warren Felder             | 2:14                     |                          |                          |                          |                          |                          |                          |
| 19.                      | NASA                                                | - Ariana Grande - Thomas Brown - Victoria McCants - Tayla Parx - Charles Anderson                                                                                             | 3:05                     |                          |                          |                          |                          |                          |                          |
| 20.                      | Tattooed Heart                                      | - Ariana Grande - Antonio Dixon - Kenneth Edmonds - Khristopher Riddick-Tynes - Leon Thomas III - Matt Squire - Sean Foreman                                                  | 3:23                     |                          |                          |                          |                          |                          |                          |
| 21.                      | Only 1                                              | - Ariana Grande - Thomas Brown - Victoria McCants - Travis Sayles - Dennis Jenkins                                                                                            | 2:42                     |                          |                          |                          |                          |                          |                          |
| 22.                      | Goodnight n Go                                      | - Ariana Grande - Thomas Brown - Victoria McCants - Charles Anderson - Michael Foster - Imogen Heap                                                                           | 3:08                     |                          |                          |                          |                          |                          |                          |
| 23.                      | Get Well Soon                                       | - Ariana Grande - Pharrell Williams | 3:27                     |                          |                          |                          |                          |                          |                          |
| 24.                      | In My Head (interlude)                              | - Ariana Grande - Andrew Wansel - Nathan Perez - Brittany Coney - Denisia Andrews - Lindel Deon Nelson, Jr. - Jameel Roberts                                                  | 2:30                     |                          |                          |                          |                          |                          |                          |
| 25.                      | Everytime                                           | - Ariana Grande - Ilya Salmanzadeh - Max Martin - Savan Kotecha | 2:11                     |                          |                          |                          |                          |                          |                          |
| 26.                      | The Light Is Coming (avec Nicki Minaj)              | - Ariana Grande - Pharrell Williams - Onika Maraj | 2:10                     |                          |                          |                          |                          |                          |                          |
| 27.                      | Into You                                            | - Ariana Grande - Ilya Salmanzadeh - Max Martin - Savan Kotecha - Alexander Kronlund                                                                                          | 2:59                     |                          |                          |                          |                          |                          |                          |
| 28.                      | My Heart Belongs to Daddy (interlude)               | Cole Porter | 1:47                     |                          |                          |                          |                          |                          |                          |
| 29.                      | Dangerous Woman                                     | - Max Martin - Johan Carlsson - Ross Golan | 3:53                     |                          |                          |                          |                          |                          |                          |
| 30.                      | Break Free                                          | - Max Martin - Savan Kotecha - Anton Zaslavski | 2:31                     |                          |                          |                          |                          |                          |                          |
| 31.                      | No Tears Left to Cry                                | - Ariana Grande - Ilya Salmanzadeh - Max Martin - Savan Kotecha | 3:53                     |                          |                          |                          |                          |                          |                          |
| 32.                      | Thank U, Next                                       | - Ariana Grande - Thomas Brown - Victoria McCants - Tayla Parx - Charles Anderson - Michael Foster - Kimberly Krysiuk - Njomza Vitia                                          | 6:29                     |                          |                          |                          |                          |                          |                          |
| 93:17                    |                                                     | |                          |                          |                          |                          |                          |                          |                          |

Notes
- Tous les titres des pistes sont stylisés en minuscules.

## Classements
| Classement (2019)            | Meilleure position |
| ---------------------------- | ------------------ |
| Australie (ARIA)             | 24                 |
| États-Unis (Billboard 200)   | 97                 |
| Pays-Bas (MegaCharts)        | 57                 |
| Suisse (Schweizer Hitparade) | 93                 |